# الخاندرو گونسالس اینیاریتو
الخاندرو گونسالس اینیاریتو (زاده ۱۵ آگوست ۱۹۶۳) (به اسپانیایی: Alejandro González Iñárritu) فیلمنامه‌نویس و کارگردان مکزیکی است. او نخستین کارگردان مکزیکی نامزد دریافت جایزه اسکار بهترین کارگردانی و همچنین برنده آن است. او یکی از موفق‌ترین کارگردانان قرن ۲۱ است. پس از جان فورد و
جوزف ال. منکیه‌ویچ، او سوّمین کارگردانی است که دو سال متوالی برندهٔ جایزهٔ اسکار بهترین کارگردانی شده‌است. ایناریتو این جایزه را در سال‌های ۲۰۱۴ و ۲۰۱۵ برای فیلم‌های بردمن و بازگشته به دست آورد.

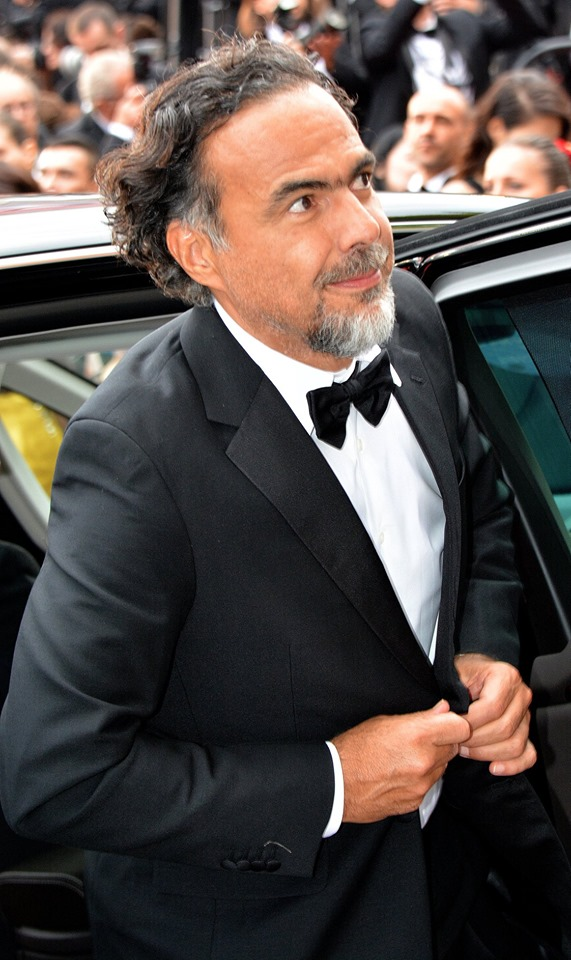
در سال ۲۰۱۹

## جوایز و نامزدی‌ها
کاندید ۱۰ رشته در گلدن گلوب و کسب جایزه بهترین فیلمنامه فیلمبرداری بازیگر نقش اول مرد و در مجموع این فیلم در جشنواره‌های مختلف ۱۷۰ پیروزی و ۱۵۲ نامزدی را کسب کرده‌است.
- عشق سگی (۲۰۰۰)
- جشنواره فیلم کن جایزه بزرگ هفته منتقدین

جایزه اسکار بهترین فیلم برای مرد پرنده‌ای
جایزه اسکار بهترین کارگردانی برای مرد پرنده‌ای
- جشنواره فیلم کن جایزه منتقدین جوان، بهترین فیلم
- ۰۱"۰۹'۱۱ سپتامبر ۱۱ (۲۰۰۲)
- جشنواره فیلم ونیز جایزه فیلم یونسکو
- ۲۱ گرم (۲۰۰۳)
- جشنواره فیلم ونیز نامزد رسمی
- بابِل (۲۰۰۶)
- جشنواره فیلم کن جایزه بهترین کارگردانی
- جشنواره فیلم کن جایزه هیئت داوران بین‌المللی